# Семень (Молдова)
Семень (рум. Semeni) — село в Унгенському районі Молдови. Входить до складу комуни, адміністративним центром якої є село Загаранча.

## Населення
За даними перепису населення 2004 року у селі проживали 1772 особи.
Національний склад населення села:
| Національність   | Кількість осіб | Відсоток   |
| ---------------- | -------------- | ---------- |
| молдавани румуни | 1725 20        | 97,3% 1,1% |
| українці         | 21             | 1,2%       |
| росіяни          | 5              | 0,3%       |
| гагаузи          | 1              | 0,1%       |
| Всього           | 1772           | 100%       |